# What Happened to Rosa

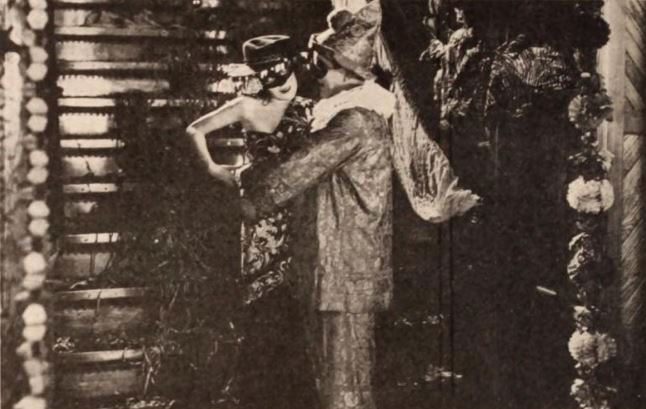
Fotograma de la pel·lícula amb Mabel Normand i Hugh Thompson en l'escena del ball de màscares

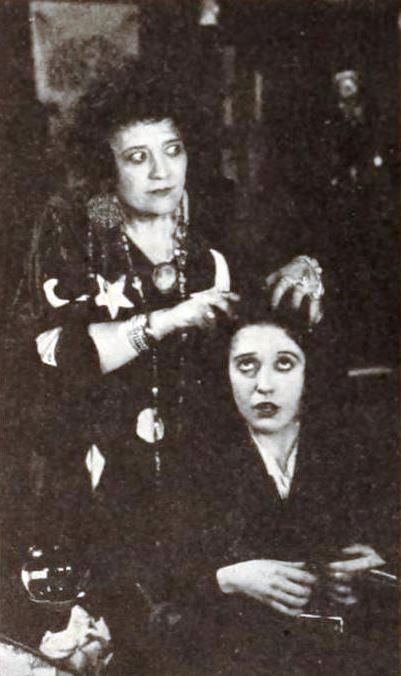
Eugenie Besserer i Mabel Normand en un fotograma de la pel·lícula

What Happened to Rosa és una pel·lícula muda de la Goldwyn Pictures dirigida per Victor Schertzinger i protagonitzada per Mabel Normand, Doris Pawn i Tully Marshall. La pel·lícula, basada en el relat "Entrante Rosa Alvaro" de Pearl Lenore Curran aparegut al The Saturday Evening Post el novembre de 1919, es va estrenar el desembre de 1920. Es tracta de la darrera pel·lícula de Normand per a la Goldwyn i l'única de les 16 que ha sobreviscut. En aquell moment Normand tenia molts problemes d’addicció a drogues i això es veu perfectament amb el seu físic molt prim i demacrat.

## Argument
Mayme Ladd és una treballadora dels grans magatzems Friedman. Té una vida avorrida però somia en el dia que s’enamorarà de veritat. Un dia, la “famosa vident egípcia” Madame Yvette O'Donnell li diu que és la reencarnació d'una donzella noble espanyola de nom Rosa Alvaro, i que aviat trobarà la felicitat amb un jove guapo i morè. En aquell moment la seva imaginació es desboca. De tornada a casa, Mayme pren un accent espanyol i fa ullets al conductor del tramvia, que la deixa pujar gratis.
Al seu lúgubre apartament, Mayme busca l'existència d’un avantpassat castellà a l’àlbum de fotos familiars i hi troba troba un vell folletó de vodevil de la seva difunta mare. Aquesta havia estat ballarina de ball espanyol abans de casar-se. També descobreix el seu vestit en un bagul vell. Se’l prova, es mira a si mateixa en un mirall i la transformació és completa. Gwen Applebaum, una companya de feina, passa per allí, i ella mou el ventall i declara que és Rosa Alvaro, "donzella espanyola" cosa que desconcerta Gwen. L'endemà, Mayme s’enamora del doctor Maynard Drew, un dels seus clients al mostrador de mitges, alt i morè com imagina que ha de ser el seu enamorat.
Dies després Gwen, preocupada per la seva amiga, proposa a Mayme anar a un ball de màscares que hi haurà en un iot però aquesta ho rebutja. Més tard però, hi apareix vestida de ballarina espanyola i torna a trobar-se amb el Dr Drew. Ell se n’enamora però amb la màscara no sap qui és. Aleshores els seus amics la reconeixen i creient que s’ha tornat boja intenten endur-se-la cap a casa. Ella té por que si revela la seva identitat el romanç se’n vagi en orris, nega ser Mayme i fuig. Es desfà de la disfressa i es llença al riu. En descobrir la seva roba, surt un bot a buscar-la però com que no la troben el Dr. Drew creu que la seva misteriosa ballarina s’ha ofegat. Els seus amics convençuts que era Mayne i que s’ha ofegat arriben a casa desolats i tenen una gran alegria en trobar-la al llit. Ella nega que fos al ball però diu que Rosa Alvaro sí hi va ser.
L'endemà decideix que vol tornar a veure el noi i es disfressa de noi. En la baralla per aconseguir que un noi li deixi la seva roba acaba emmascarada completament amb carbó. Per aconseguir entrar al consultori fa veure que té un accident i demana als socorristes que la portin a l'oficina del doctor Drew. Allà ell l'examina però no la reconeix. Un moment que Drew surt, Mayne descobreix el seu vestit de ballarina allà al despatx, es neteja la cara i se’l posa. Quan el metge entra de nou, queda encantat de descobrir que la seva ballarina és viva.

## Repartiment
- Mabel Normand (Mayme Ladd / Rosa Alvaro)
- Doris Pawn (Gwen Applebaum)
- Tully Marshall (Percy Peacock)
- Eugenie Besserer as Madame Yvette O'Donnell
- Hugh Thompson (Dr. Maynard Drew)
- Buster Trow (Jim)
- Adolphe Menjou (periodista amic del Dr. Drew)